# Anthony Ewoud Jan Nijsingh
Anthony Ewoud Jan Nijsingh (Assen, 11 april 1833 − Meppel, 15 april 1921) was een Nederlandse politicus.
Nijsingh was een zoon van de raadsheer bij het gerechtshof te Assen mr. Andries Snoek Nijsingh en Laura Elisabeth Bertling. Hij was een kleinzoon van de maire en schulte van het Drentse de Wijk, Jan Nijsingh, lid van Vergadering van Notabelen. Hij studeerde rechten aan de universiteit Groningen en promoveerde aldaar in 1856. Na zijn studie vestigde hij zich als advocaat te Meppel. Van 1868 tot 1874 combineerde hij deze functie met die van plaatsvervangend kantonrechter. In 1874 werd hij benoemd tot kantonrechter te Meppel. Deze functie vervulde hij 36 jaar tot 1910.
Zijn politieke loopbaan begon in 1868 toen hij werd gekozen tot lid van de gemeenteraad van Meppel. Een jaar later werd hij tevens gekozen tot lid van Provinciale Staten van Drenthe. In 1874 beëindigde hij zijn lidmaatschap van de gemeenteraad. Toen hij in 1890 werd gekozen tot lid van de Eerste Kamer beëindigde hij zijn lidmaatschap van Provinciale Staten. Tijdens zijn 14-jarig lidmaatschap van de Eerste Kamer heeft hij nimmer het woord gevoerd. Nijsingh was Ridder in de Orde van de Nederlandse Leeuw.
Nijsingh trouwde op 17 oktober 1862 te Meppel met Hermina Tonckens, dochter van de burgemeester van Nijeveen en lid van de Eerste Kamer mr. Wyncko Johannes Tonckens en Gezina Hendrika van Baak. Een van hun dochters, Maria Willemina, trouwde met de opperbevelhebber van de Nederlandse land- en zeemacht, generaal Izaäk Reijnders.
- Biografisch Portaal: 25472204
- International Standard Name Identifier: 0000 0003 8940 6738
- Nederlandse Thesaurus van Auteursnamen: 07407329X
- Parlement.com: vg09ll3pxwyj
- Virtual International Authority File: 282772739
- WorldCat: E39PBJqfCkhC8jvFxymvV6B9Dq